# Donsö
Donsö är en bebyggelse i Styrsö socken, Västergötland, Göteborgs kommun och ö i Göteborgs södra skärgård. Donsö ligger 16 kilometer sydväst om Göteborgs centrum. Bebyggelsen var av SCB intill 2020 klassad som en egen tätort men vid avgränsningen 2020 är den klassad som en del av tätorten Styrsö.

## Etymologi
Namnet Donsö skrevs Dunsø på 1200-talet i Valdemar Sejrs jordebok, och kommer antagligen av det dun (ängsull), som är vanligt förekommande på ön.

## Historia
Orten och ön ligger i Styrsö socken och ingick till 1974 i Styrsö landskommun där ett municipalsamhälle fanns för ön/orten från 1 december 1911 till 31 december 1959.
Området ingick tidigare i stadsdelsnämndsområdet Södra Skärgården.

### Befolkningsutveckling
| Befolkningsutvecklingen i Donsö 1960–2015                                                | Befolkningsutvecklingen i Donsö 1960–2015 | Befolkningsutvecklingen i Donsö 1960–2015 | Befolkningsutvecklingen i Donsö 1960–2015 | Befolkningsutvecklingen i Donsö 1960–2015 |
| ---------------------------------------------------------------------------------------- | ----------------------------------------- | ----------------------------------------- | ----------------------------------------- | ----------------------------------------- |
|                                                                                          |                                           |                                           |                                           |                                           |
| År                                                                                       |                                           |                                           | Folkmängd                                 | Areal (ha)                                |
| 1960                                                                                     | 1960                                      |                                           | 1 099                                     |                                           |
| 1965                                                                                     | 1965                                      |                                           | 1 162                                     |                                           |
| 1970                                                                                     | 1970                                      |                                           | 1 172                                     |                                           |
| 1975                                                                                     | 1975                                      |                                           | 1 209                                     |                                           |
| 1980                                                                                     | 1980                                      |                                           | 1 213                                     |                                           |
| 1990                                                                                     | 1990                                      |                                           | 1 376                                     | 96                                        |
| 1995                                                                                     | 1995                                      |                                           | 1 396                                     | 98                                        |
| 2000                                                                                     | 2000                                      |                                           | 1 405                                     | 98                                        |
| 2005                                                                                     | 2005                                      |                                           | 1 405                                     | 98                                        |
| 2010                                                                                     | 2010                                      |                                           | 1 407                                     | 97                                        |
| 2015                                                                                     | 2015                                      |                                           | 1 446                                     | 104                                       |
| 2017                                                                                     | 2017                                      |                                           | 1 471                                     | ##                                        |
| ## Arean 31 december 2016, 2017 och 2018 fortsatt samma som avgränsades som tätort 2015. |                                           |                                           |                                           |                                           |

## Samhället
På ön finns förskola och grundskola till och med årskurs 6.

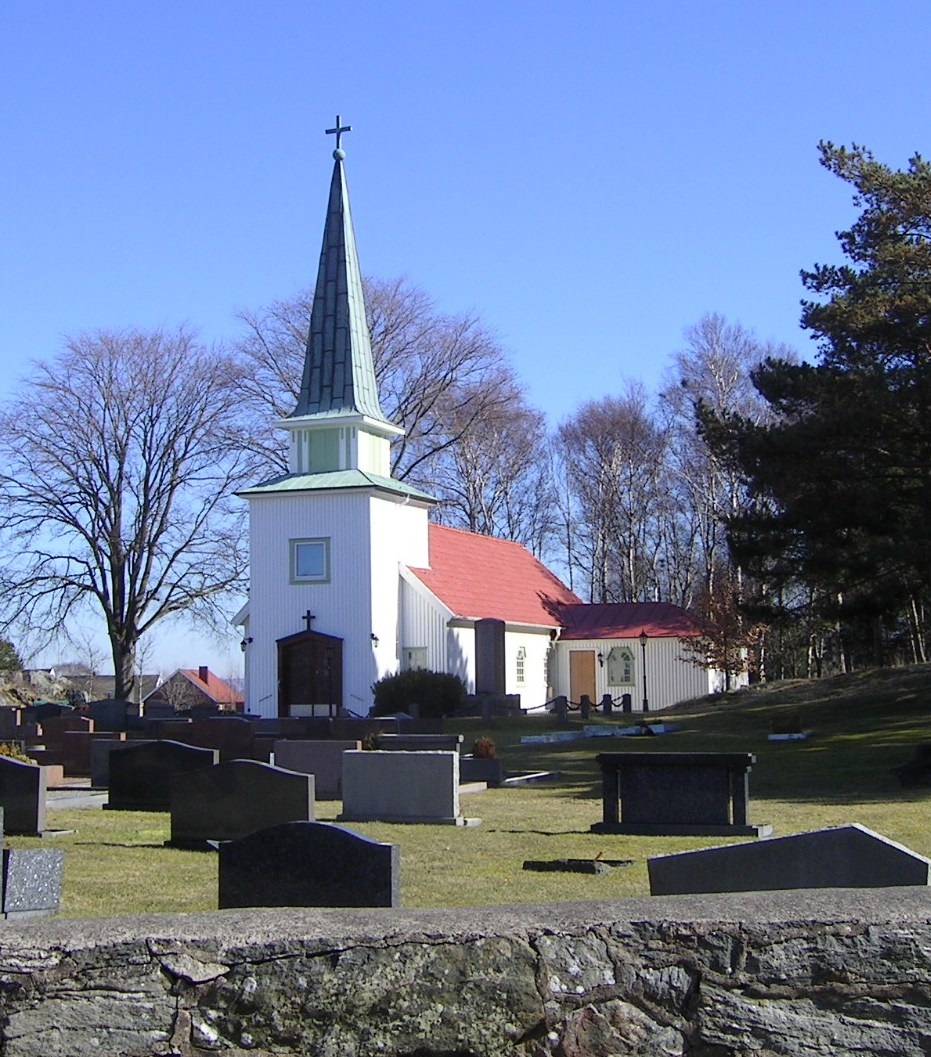
Donsö kyrka

Donsö kyrka uppfördes 1932 som kapell och fick sitt torn i samband med ombyggnad 1955.
På Donsö finns också Donsö Missonskyrka med ca 500 medlemmar.

## Kommunikationer
Donsö har förbindelse med land via Västtrafiks skärgårdsbåtar som i folkmun har kallats "ångbåten". Båtarna trafikerar samtliga bebodda öar i Göteborgs södra skärgård. Ön är också sammanbunden med Styrsö via en bro.

## Rederier på Donsö
- Donsötank
- Furetank
- Veritas Tankers
- Sirius Rederi
- Swedia Rederi
- Tärntank
- Älvtank
- GotShip (OljOla)
- Donsö Bunker Service
- Kiltank Rederi AB
- BunkerTell Rederi
- Northern Offshore Services

På Donsö har man länge sysslat med sjöfart, och i början av 1900-talet byggdes Donsös första bunkerbåtar, Anna Mari (byggd 1914) och Oljaren (byggd 1920). Stenasfärens grundare, Sten A Olsson föddes på Donsö och än idag finns en Stenaflagga på Donsös hamnpir, där alla Donsörederierna har en flagga.

## Bilder

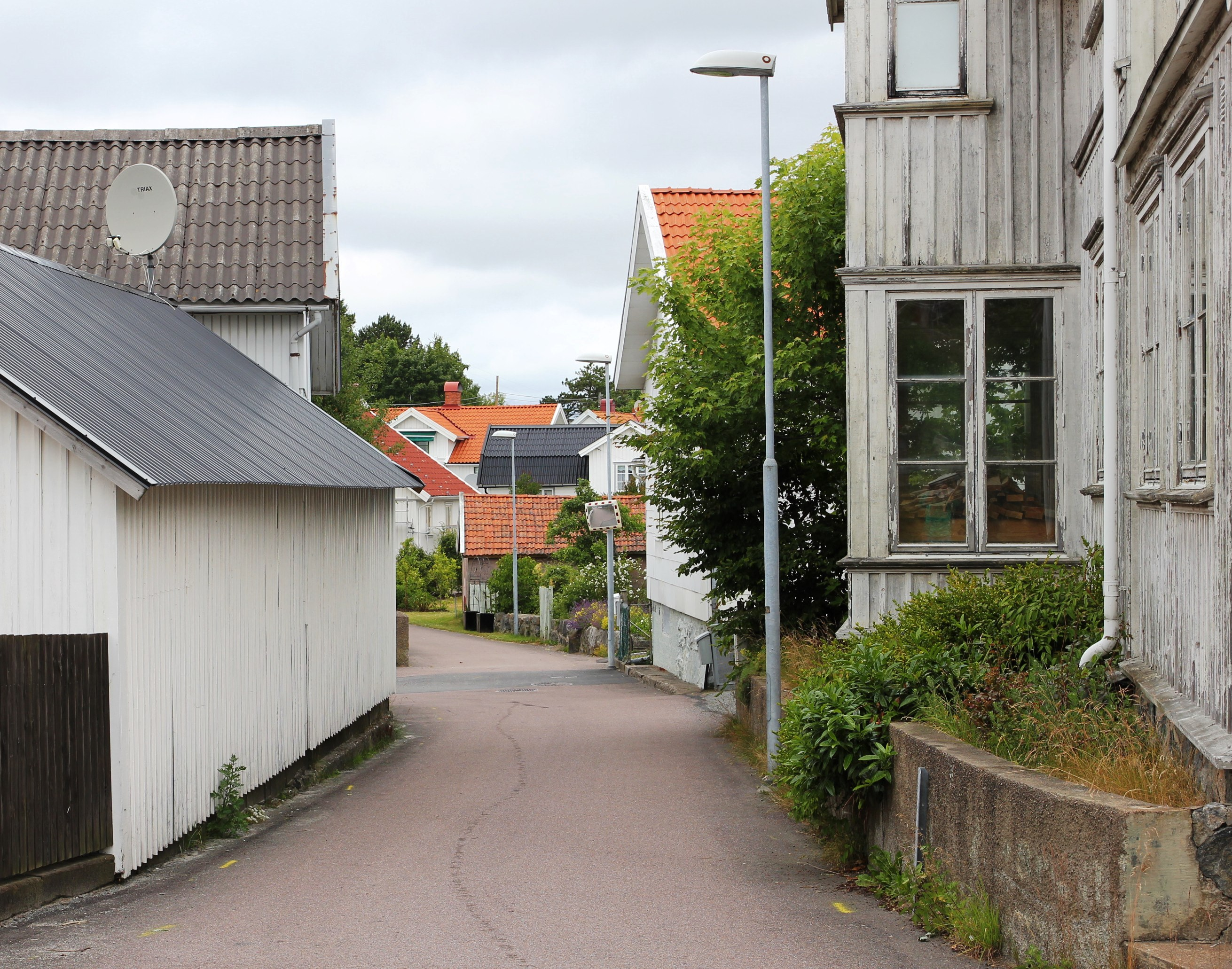
Gata på Donsö
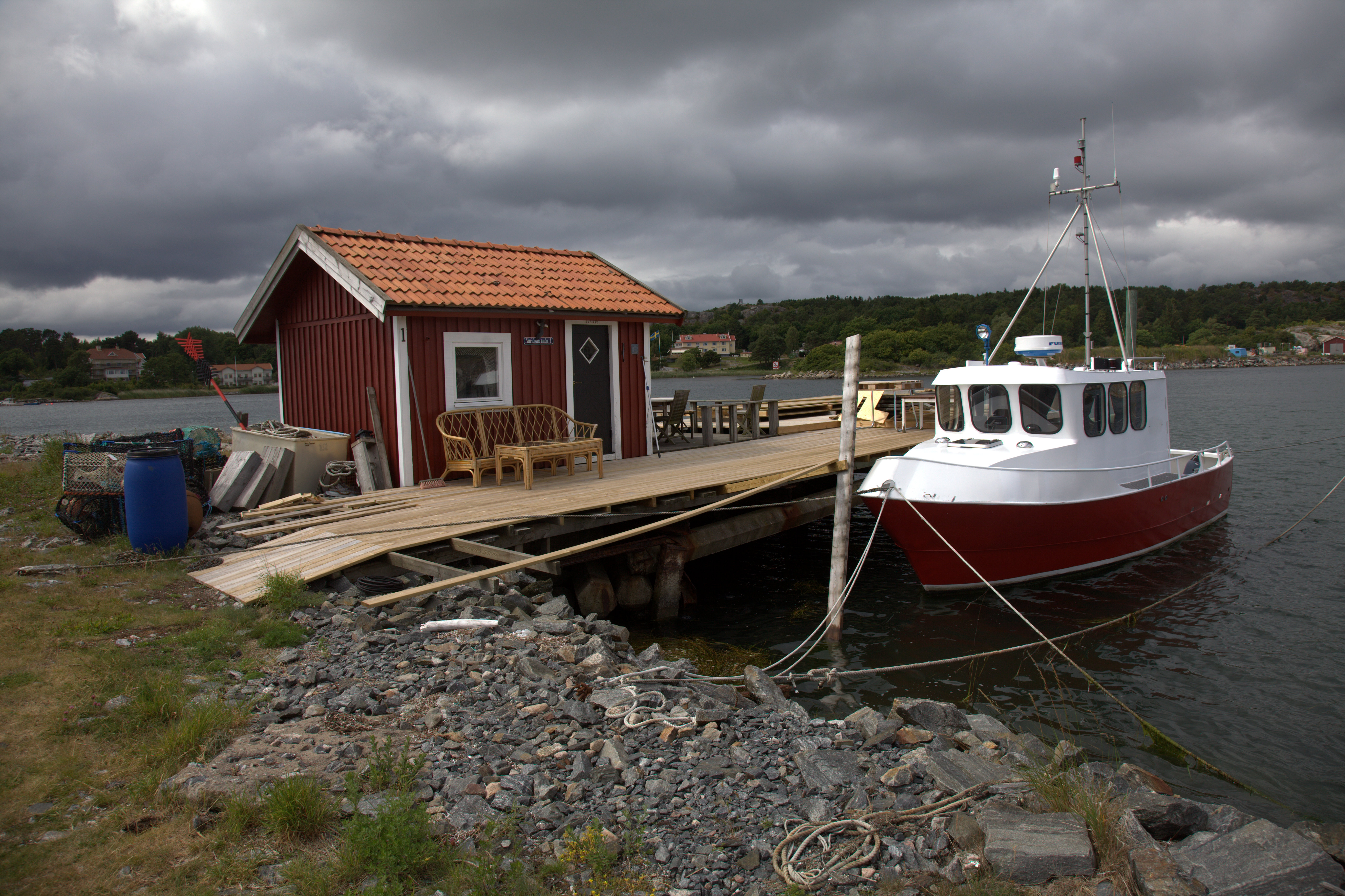
Världens ände på Donsö
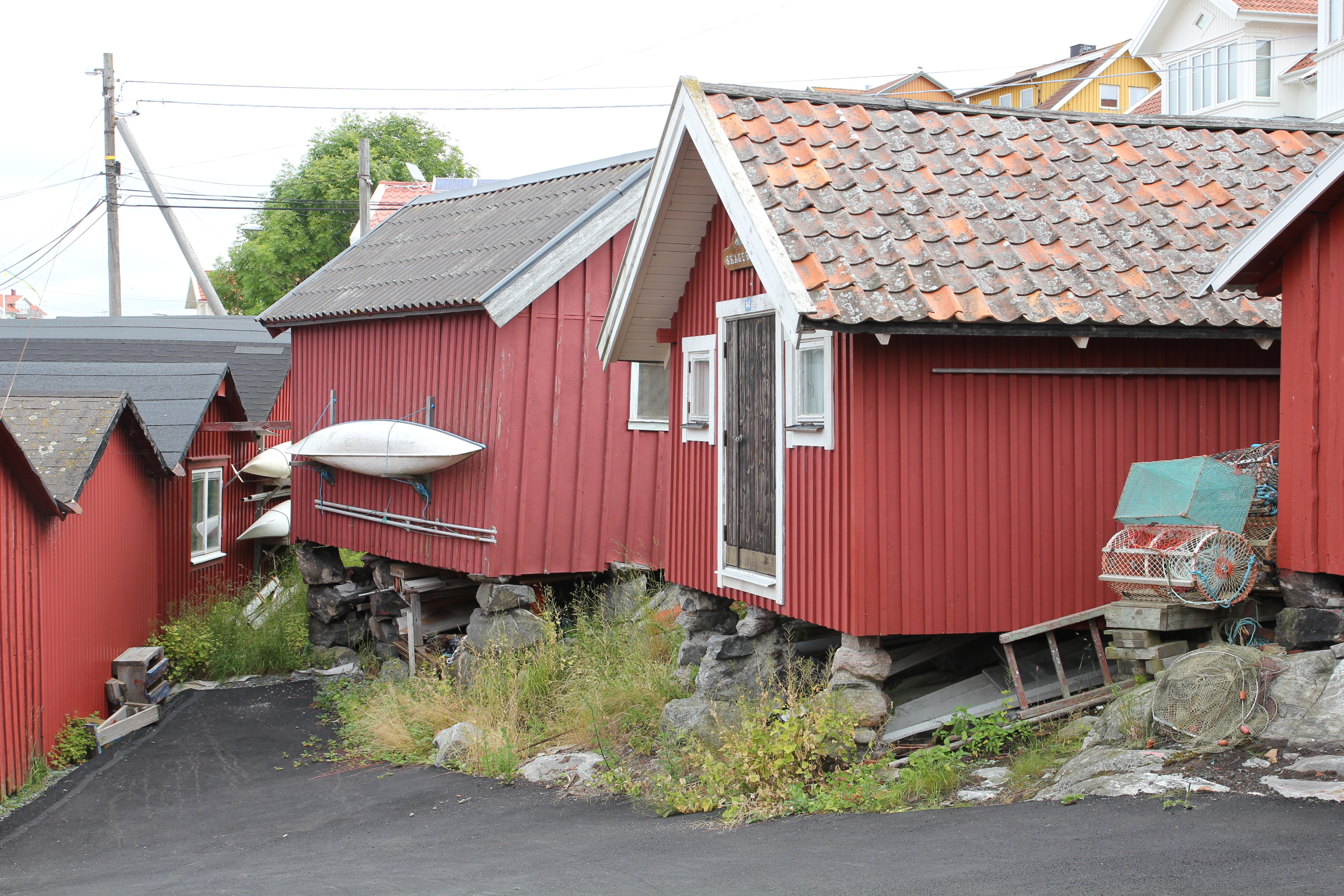
Gamla skjul i hamnen
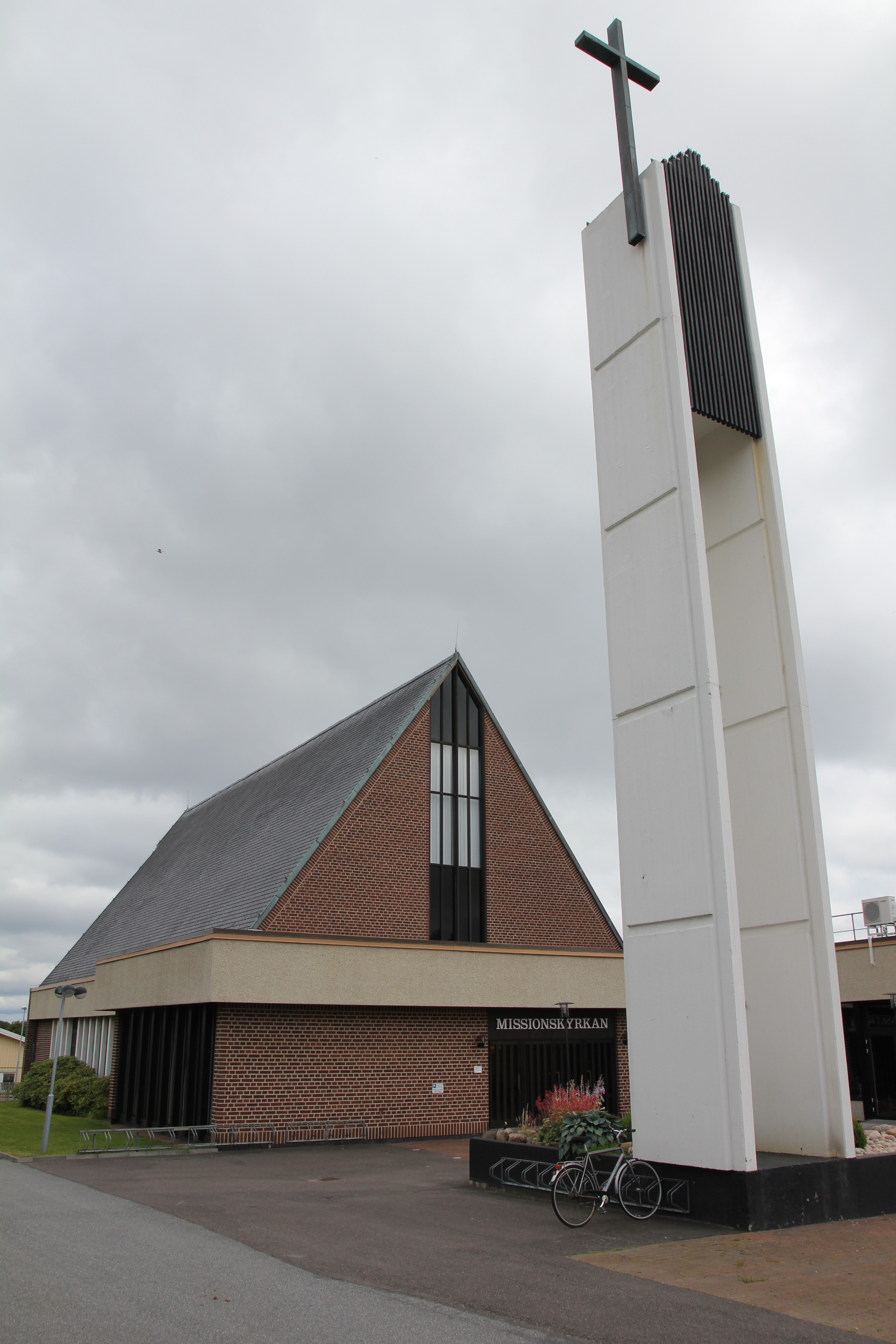
Donsö Missionskyrka

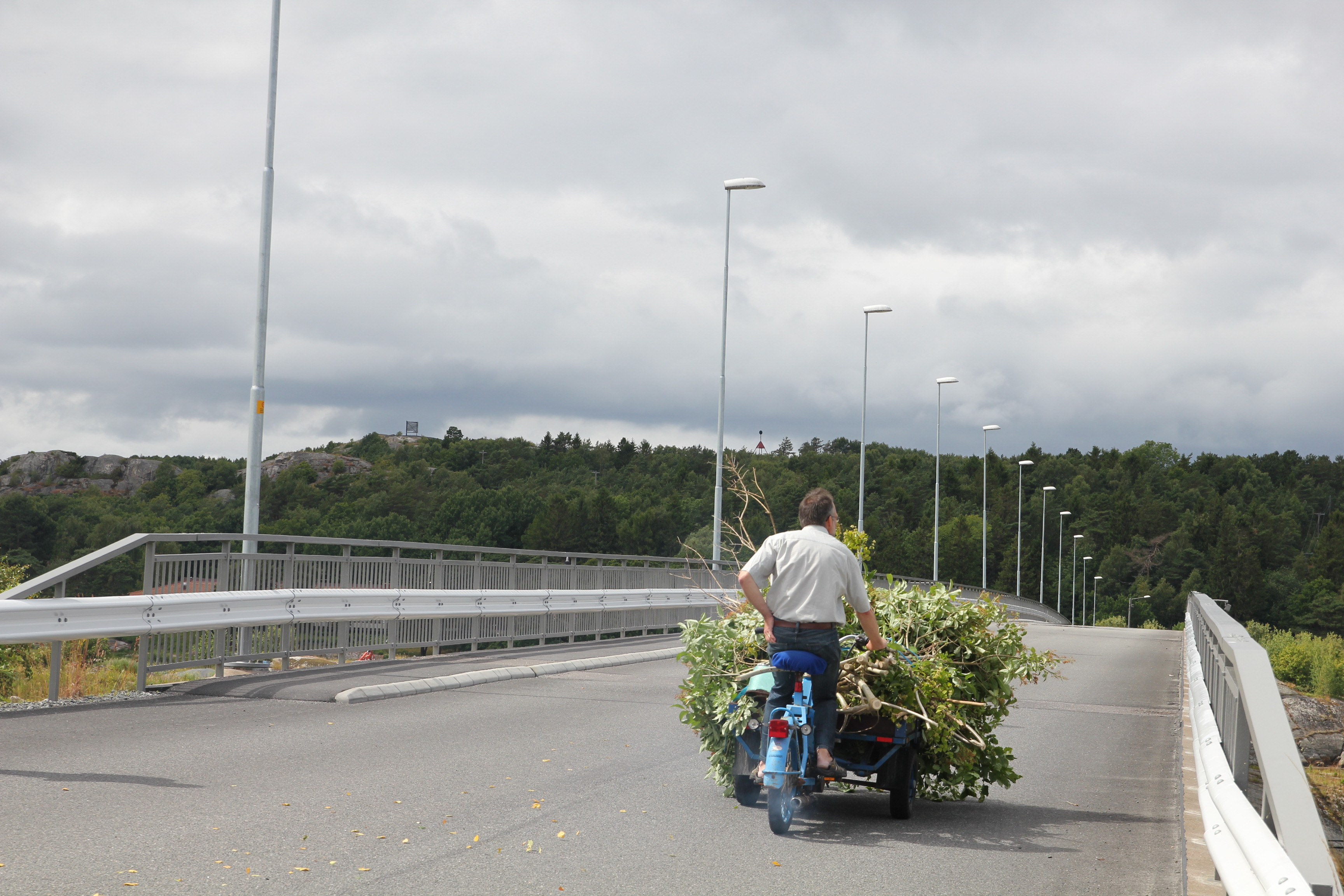
Styrsöbron - Donsöbron
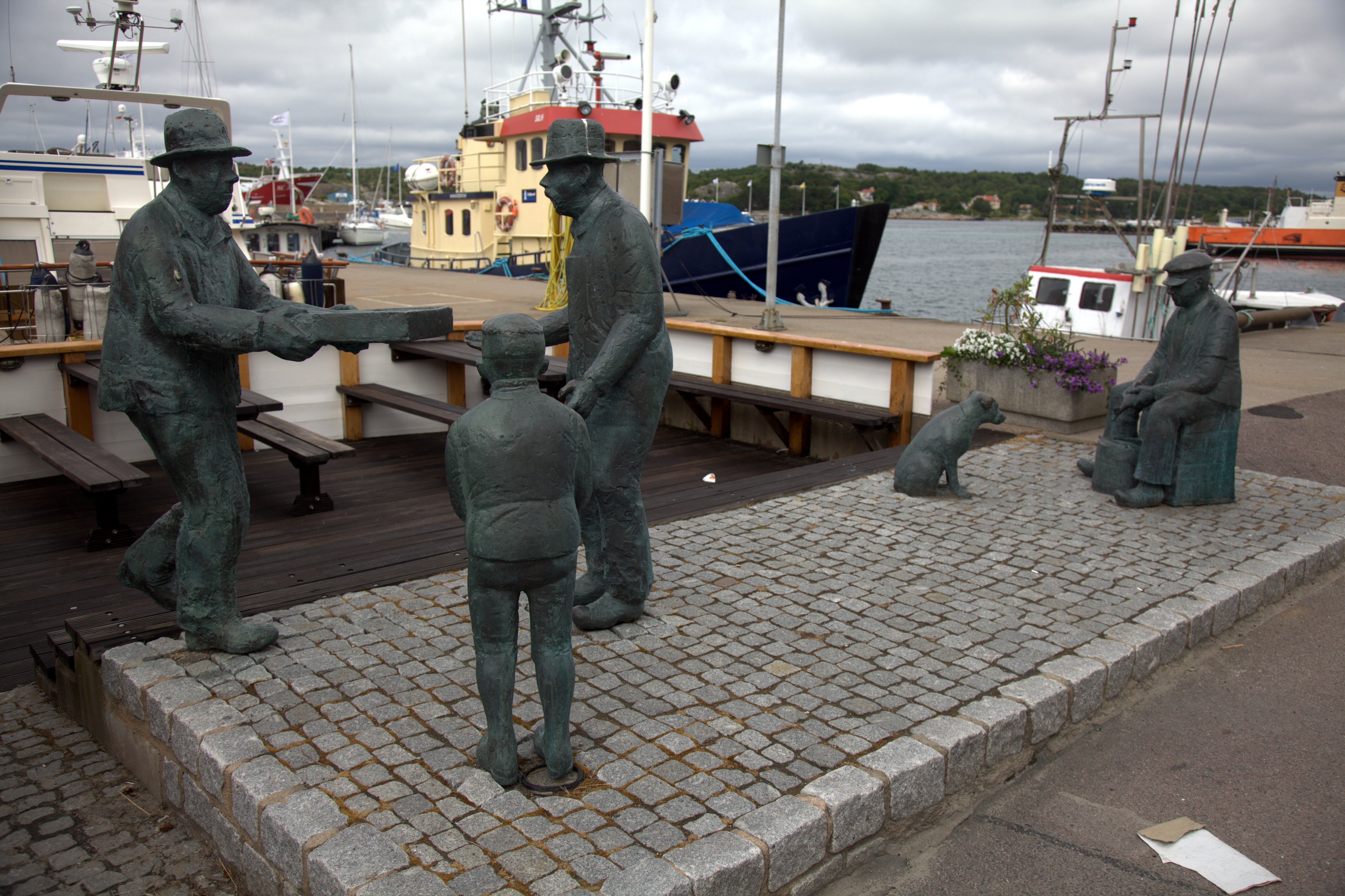
Skärgårdsfiskare av Svenrobert Lundquist, i Donsö hamn
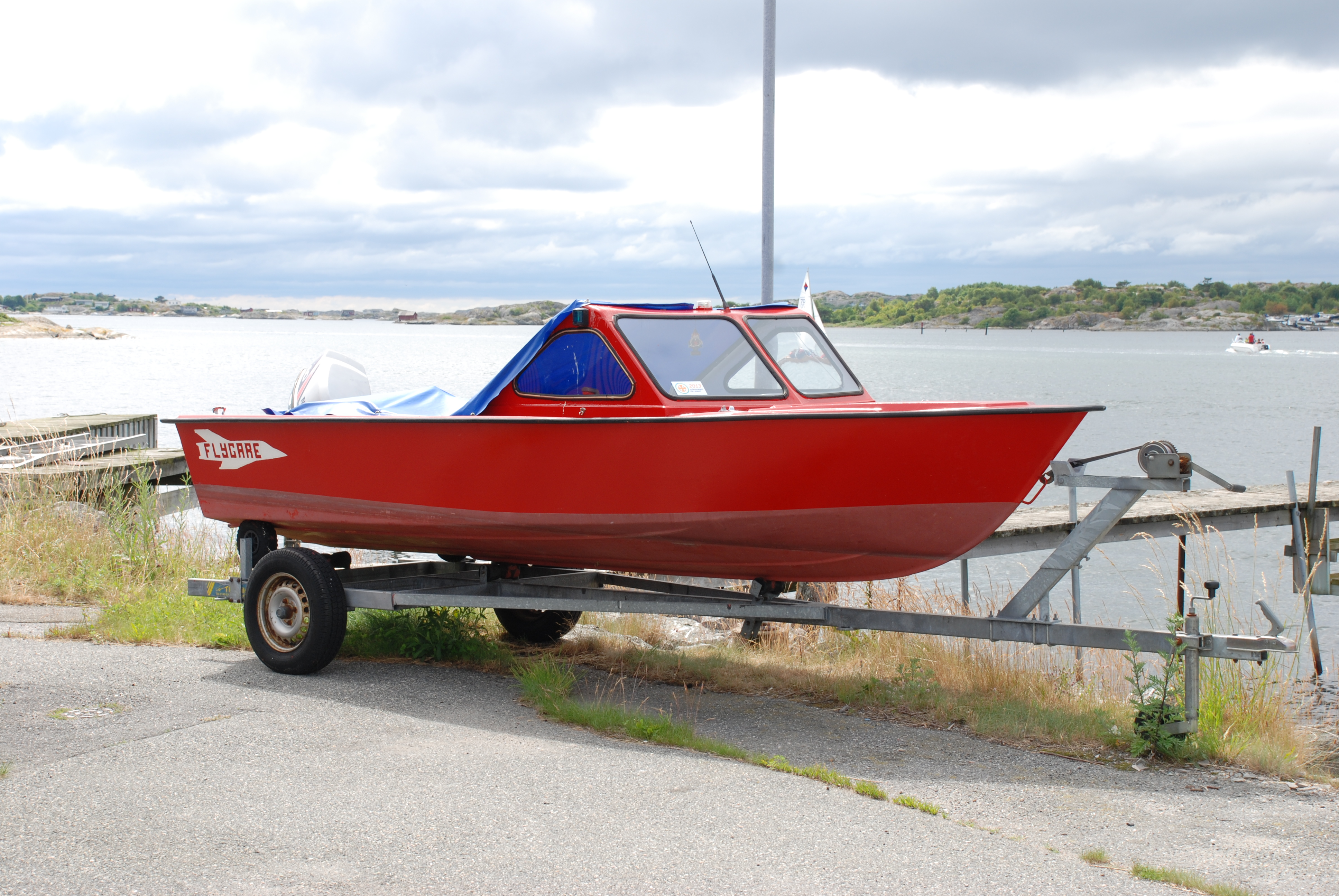
Brandbåt på Donsö
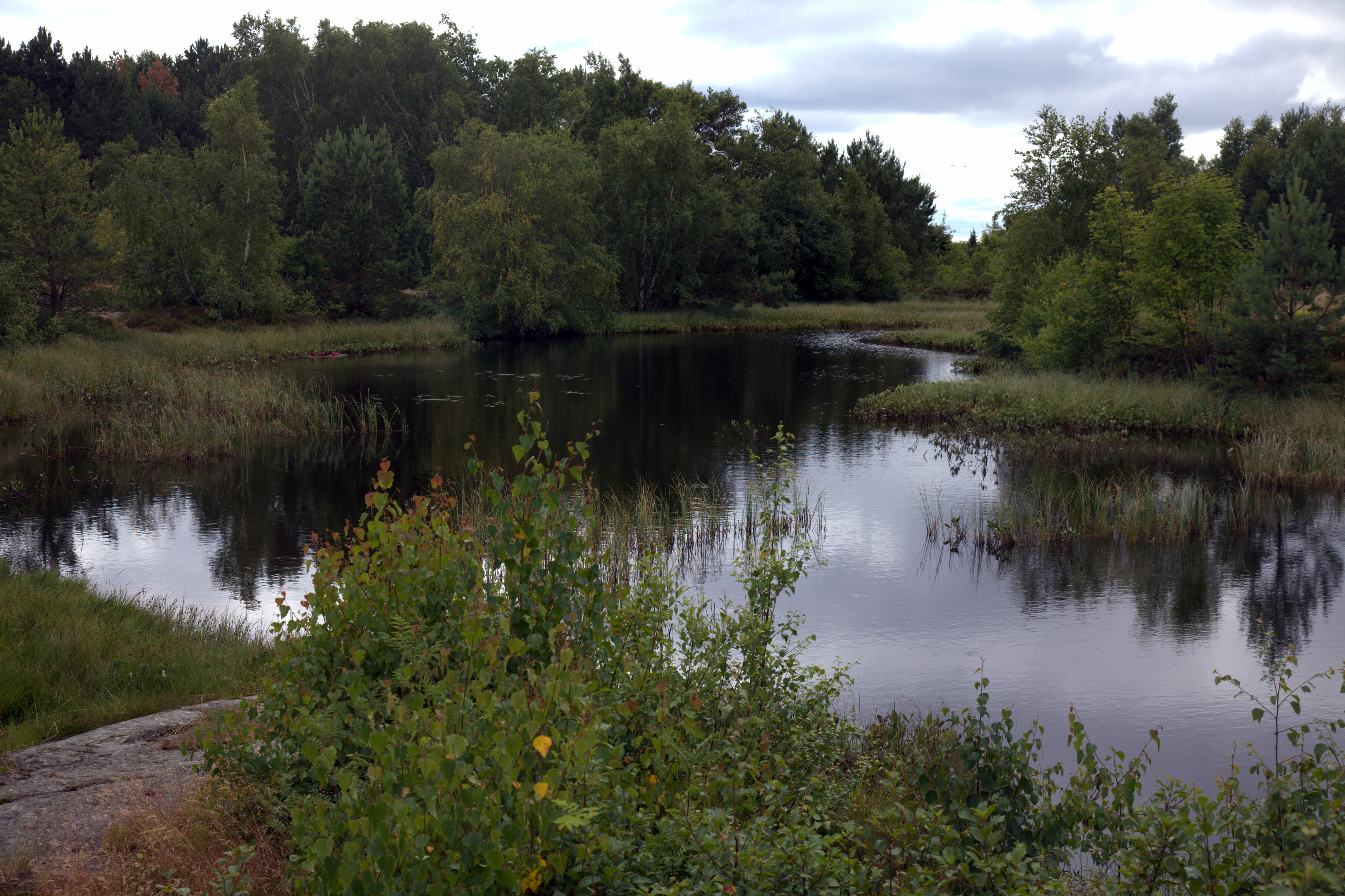
Damm vid Eneliden på Donsö